# Danmarks Ugler (film)
|  | Denne artikel er oprettet af botten PalnaBot ud fra en ekstern database. Den kan derfor have sproglige fejl eller mangler. Denne skabelon kan fjernes efter kontrol af indholdet. |

Danmarks Ugler er en film instrueret af C.H. Helm.

## Handling
Slørugle, voksen fugl, rede og under. Skovhornugle, voksen fugl, rede og unger. Ugle, der æder mus. Uglegylp og deres indhold. Mosehornugle, nærbillede af flyvende fugl, rede og unger. Minervaugle. Natugle, voksen fugl, rede og unger. Rede med forråd af mus. Uglen anfalder et menneske. Uglen går på musejagt. Ungerne fodres med mus. Småfugle og egern, der driller uglen. Den store hornugle.